# Planet Asia
Planet Asia (* 1976 in Fresno, Kalifornien; bürgerlich Jason Green), auch bekannt als King Medallions, ist ein US-amerikanischer Rapper.

## Werdegang

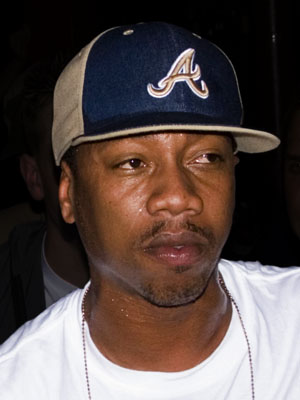
Planet Asia
(In Calgary/Kanada, 2005, Foto: Justin Penner, für Enter the Inferno)

Planet Asia wurde in Fresno geboren, von wo zuvor noch kein bekannter Rap-Künstler stammte. Daher zog er 1998 im Alter von 22 Jahren in die San Francisco Bay Area, wo er den Produzenten Fanatik traf. Zusammen nahmen sie eine Fülle an Lieder auf, die dabei halfen, Planet Asia langsam landesweit bekannt zu machen. Nicht lange danach veröffentlichte er seine Debüt-EP, die er nach sich selbst benannte. In Folge erschien er auf über 20 Veröffentlichungen anderer Künstlern. Deren Einflüsse führten dazu, dass sich sein Stil weiterentwickelte, er sich von Fanatik trennte und auf Beats zu rappen begann, die mehr vom New Yorker Stil beeinflusst waren. Dabei lernte er auch den Rapper Rasco kennen, mit dem er besonders gut arbeiten konnte, sodass sich beide zu der Gruppe Cali Agents zusammenschlossen und bereits 2000 ihr Debüt-Album How The West Was One veröffentlichten. Noch im selben Jahr erschien auch seine zweite Solo-EP The Last Stand. Diese und seine Grammy-Nominierung für die Kollaboration mit der Rapperin Mystic auf dem Lied The W brachten ihm einen Vertrag mit Interscope Records ein. Dort schob man jedoch immer weiter seine Veröffentlichungen hinaus, so dass er sich von dem Label trennte und 2004 sein erstes Album The Grand Opening auf Avatar veröffentlichte. 2005 folgte The Sickness – Part One sowie ein Jahr später das komplett von Evidence (von den Dilated Peoples) produzierte Album The Medicine. Am 26. Juni 2007 brachte er unter dem Pseudonym King Medallions ein weiteres Album, Jewelry Box Sessions heraus.

## Diskografie

### Alben
- 2000: The Last Stand
- 2002: Still in Training
- 2003: Collabos and Bullets
- 2004: The Grand Opening
- 2004: The Steady Gang Mix [Mixtape]
- 2006: The Sickness Pt. One
- 2006: The Medicine
- 2007: Jewelry Box Sessions: The Album
- 2008: Pain Language (mit DJ Muggs)
- 2012: Black Belt Theatre
- 2016: Seventy Nine (mit DJ Concept)
- 2017: Anchovies (mit Apollo Brown)
- 2018: The Golden Buddha

### Kompilationen
- 2004: Throwbacks

### EPs
- 1999: Planet Asia
- 2000: Don’t Let Up (mit Talib Kweli)
- 2003: Golden Age
- 2003: Summertime in the City
- 2005: The Medicine EP
- 2007: Havin Thangs

### Veröffentlichung als King Medallions
- 2005: Jewelry Box Sessions Part One

### Gastbeiträge / Sonstige
- 2002: Ppr:Kut auf Reanimation von Linkin Park
- 2007: Diligent Music auf Burn City von MC Pegz
- 2008: Revolution auf Sparring 3 von Olli Banjo